# Eugène Dussous
Eugène Yvon Jean Dussous (* 23. Mai 1905 in Châteauponsac; † 11. Januar 1989 in Andrésy) war ein französischer Autorennfahrer.

## Karriere
Dussous war in den späten 1940er- und den 1950er-Jahren als Sportwagen-Rennfahrer aktiv. Sein erstes internationales Rennen fuhr er beim 24-Stunden-Rennen von Spa-Francorchamps 1948, das er als Partner von Jean de Montrémy nicht beenden konnte.
Dussous war Werksfahrer bei kleinen französischen Sportwagenhersteller Monopole und wurde 1948 Neunter beim 12-Stunden-Rennen von Paris. Beim ersten 24-Stunden-Rennen von Le Mans nach dem Zweiten Weltkrieg, das 1949 stattfand, ging Dussous erstmals bei diesem Langstreckenrennen an den Start. Wieder war de Montrémy sein Partner und die beiden Franzosen wurde auf ihrem Monopole Sport Gesamtzwölfte und gewannen die Rennklasse für Rennfahrzeuge zwischen 0,7- und 1-Liter-Hubraum.
Insgesamt war er fünfmal in Le Mans am Start; der 12. Rang 1949 blieb sein bestes Ergebnis.

## Statistik

### Le-Mans-Ergebnisse
| Jahr | Team                            | Fahrzeug          | Teamkollege      | Platzierung             | Ausfallgrund |
| ---- | ------------------------------- | ----------------- | ---------------- | ----------------------- | ------------ |
| 1949 | Monopole-Poissy                 | Monopole Sport    | Jean de Montrémy | Rang 12 und Klassensieg |              |
| 1950 | Jacques Savoye                  | Monopole X84 Tank | Jacques Savoye   | Ausfall                 | Ölleck       |
| 1952 | Ets. Monopole                   | Monopole X84      | Jean Hémard      | Rang 14 und Klassensieg |              |
| 1953 | Ets. Monopole                   | Monopole X84      | Pierre Flahault  | Ausfall                 | Motorschaden |
| 1954 | Automobiles Panhard et Levassor | Panhard X84       | Jacques Savoye   | Ausfall                 | Unfall       |

### Einzelergebnisse in der Sportwagen-Weltmeisterschaft
| Saison | Team               | Rennwagen    | 1   | 2   | 3   | 4   | 5   | 6   | 7   |
| ------ | ------------------ | ------------ | --- | --- | --- | --- | --- | --- | --- |
| 1953   | Monopole           | Monopole X84 | SEB | MIM | LEM | SPA | NÜR | RTT | CAP |
| 1953   | Monopole           | Monopole X84 | DNF |     |     |     |     |     |     |
| 1954   | Panhard & Levassor | Panhard X84  | BUA | SEB | MIM | LEM | RTT | CAP |     |
| 1954   | Panhard & Levassor | Panhard X84  | DNF |     |     |     |     |     |     |